# مارتینس

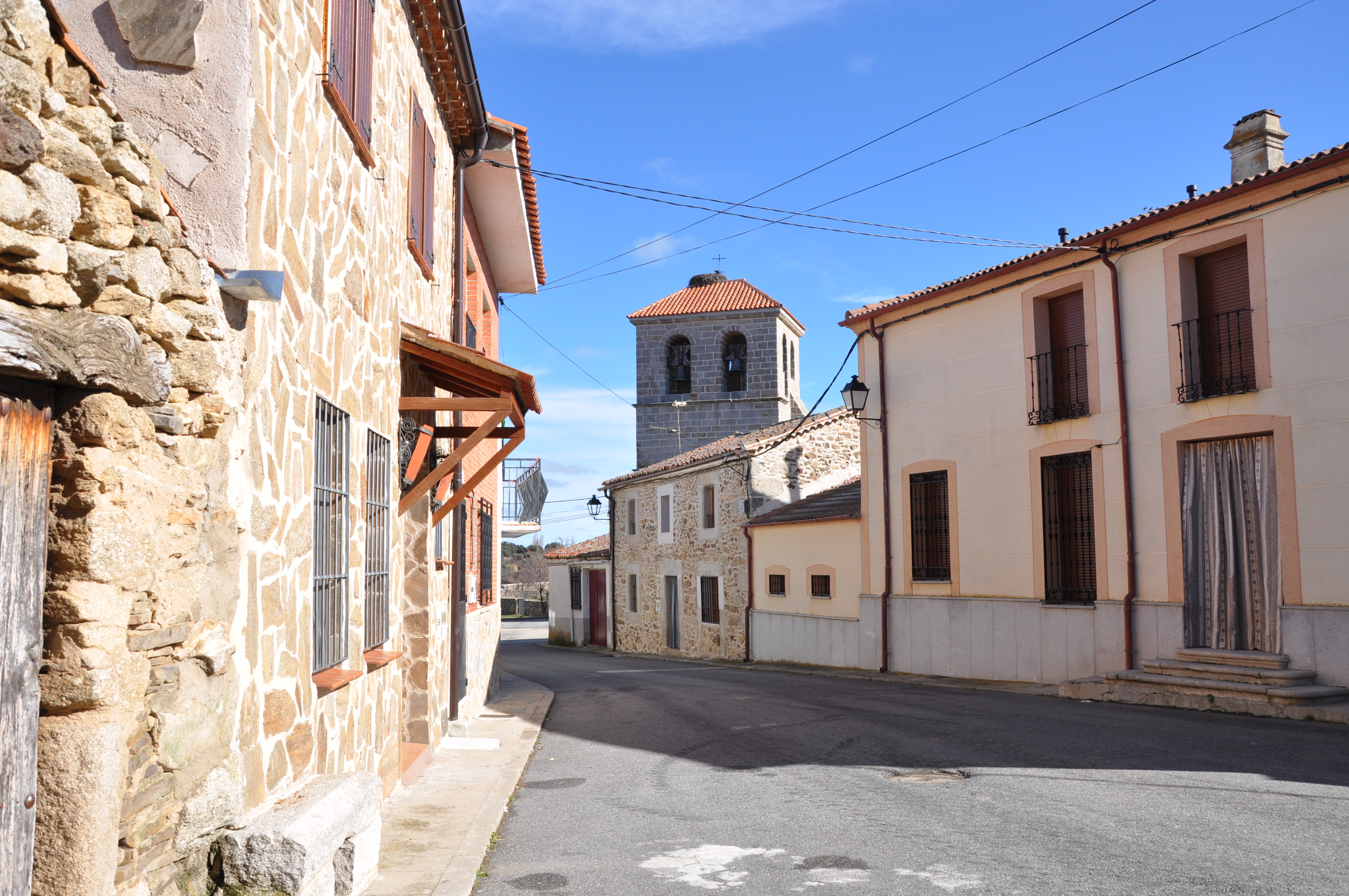
نمایی از مارتینس، دهستانی در استان آبیلای اسپانیا - ۲۰۱۹

مارتینس دهستانی در استان آبیلای اسپانیا است.
در این دهستان ۲۲۶ نفر زندگی می‌کنند. مساحت این دهستان ۱۷٫۹۵ کیلومتر مربع است.